# 清潩河
清潩河，位于河南省中部，是颍河上游左岸支流，古称潩水，又名鲁固河，发源于新郑市辛店镇西大隗山凤后岭北，东南流经长葛市、许昌市、临颍县和鄢陵县，于鄢陵县南部赵庄闸以下2公里处注入颍河。全长149公里，流域面积2362平方公里。途纳盛太河、石梁河、新沟河等支流。清潩河流域低处豫西山区乡豫东平原过渡地带，西北高、东南低，属于暖温带季风气候，多年平均年降水量704.7毫米，降水年内分配极不均匀，易发生水旱灾害。